# De tandarts houdt een winterslaap
De tandarts houdt een winterslaap is een gedicht uit 1951 van Annie M.G. Schmidt dat voorkwam in de verzamelbundel Dit is de spin Sebastiaan met allerlei gedichten en verhalen van de schrijfster.

## Samenvatting van het gedicht
De tandarts L.J. Langejaap houdt in de winter een winterslaap. Deze winterslaap duurt al veertien weken. Alleen ’s morgens vroeg mompelt hij tegen zijn vrouw Katrien dat hij geen dek genoeg heeft waarna hij een extra deken krijgt. Intussen staan er negenentachtig mensen met kiespijn op de deur te bonken. Uit woede gooien ze met kiezeltjes tegen de ruit en klagen of hij nog eens uit zijn bed komt. Maar de tandarts blijft maar slapen omdat hij voor hij ging slapen tegen zich zelf heeft gezegd dat het later allemaal wel terechtkomt en dat niemand hem mocht wekken en dat hij in bed bleef tot zeven april. Pas dan zou hij weer kiezen gaan trekken. Intussen staan al die mensen voor de deur en raken verschrikkelijk uit hun humeur en roepen er schande van. Maar tandarts L.J. Langejaap blijft maar slapen en droomt niet eens van tanden en kiezen. Hij blijft bij zijn voornemen, wat er ook gebeurt. De wekker staat op zeven april (het is een winterslaap-wekker). Maar één iemand is niet boos. Het is de kleine Jacobus, hij denkt: Ik hoef voorlopig dus niet.